# (37834) 1998 BG41
1998 BG41 (asteroide 37834) é um asteroide da cintura principal. Possui uma excentricidade de 0.15058910 e uma inclinação de 7.31740º.
Este asteroide foi descoberto no dia 25 de janeiro de 1998 por NEAT em Haleakala.